# 札特瓜
札特瓜（英語：Tsathoggua），亦被稱為佐特瓜、撒托古亚。克蘇魯神話中的邪神。棲息於恩該的黑色河口處，以「無形的嬰靈」為食。
1929年，Clark Ashton Smith的短篇小说The Tale of Satampra Zeiros介绍了札特瓜。然而，首次出现在印刷物中是在霍华德·菲利普斯·洛夫克拉夫特的故事《暗夜呢喃》中，该故事写于1930年。

## 形象
牠的外型如同覆者毛皮、肥胖、擬人化的癩蝦蟆，還有一對似蝙蝠的大耳。眼睛時刻處於半閉之態。